# Iván Salazar
Iván Alexander Salazar Paz (Cali, Colombia, 4 de junio de 1983) es un futbolista colombiano, juega como volante ofensivo en el Chorrillito FC de la Liga Nacional de Ascenso.

## Clubes
| Club                  | País      | Año       |
| --------------------- | --------- | --------- |
| Deportivo Tuluá       | Colombia  | 2004      |
| Deportivo Pasto       | Colombia  | 2005      |
| América de Cali       | Colombia  | 2006      |
| Deportivo Pereira     | Colombia  | 2006-2007 |
| Zamora FC             | Venezuela | 2007      |
| Atlético Junior       | Colombia  | 2008      |
| Mes Kerman            | Irán      | 2009      |
| Chepo FC              | Panamá    | 2010      |
| Chorrillito FC        | Panamá    | 2011      |
| Río Abajo Fútbol Club | Panamá    | 2011      |
| América De Rio        | Brasil    | 2012-2103 |
| Deportivo Quevedo     | Ecuador   | 2014-2105 |
| Sociedad Deportiva    | Panamá    | 2016      |